# (200338) 2000 HP43
(200338) 2000 HP43 es un asteroide perteneciente al cinturón de asteroides descubierto el 29 de abril de 2000 por el equipo del Spacewatch desde el Observatorio Nacional de Kitt Peak, Arizona, Estados Unidos.

## Designación y nombre
Designado provisionalmente como 2000 HP43.

## Características orbitales
2000 HP43 está situado a una distancia media del Sol de 2,277 ua, pudiendo alejarse hasta 2,739 ua y acercarse hasta 1,815 ua. Su excentricidad es 0,202 y la inclinación orbital 0,735 grados. Emplea 1255,27 días en completar una órbita alrededor del Sol.

## Características físicas
La magnitud absoluta de 2000 HP43 es 17. 